# SEAT
SEAT (ˈseɪat) (Sociedad Española de Automóviles de Turismo) este un constructor de automobile spaniol, înființat în 1950 cu sprijinul Fiat, aflat în prezent în portofoliul grupului Volkswagen. Acronimul „SEAT” provine de la Sociedad Española de Automóviles de Turismo (Societatea spaniolă de automobile turisme).
După începerea producției la 5 iunie 1953, primul automobil ieșit de pe bandă a fost consemnat la data de 13 noiembrie același an. Inițial, SEAT producea modele Fiat sub emblemă proprie, modele care aveau diferențe vizuale minime față de produsele companiei mamă. SEAT Panda (redenumit mai târziu Marbella), spre exemplu, se baza pe Fiat Panda. SEAT 600, bazat pe Fiat 600, a fost prima mașină pentru multe familii spaniole și a devenit un simbol al „Miracolului economic spaniol”. După retragerea constructorului italian, primul automobil apărut sub noua emblemă SEAT a fost Ronda.
Ulterior, grupul Volkswagen a semnat un acord de cooperare cu societatea spaniolă, urmând să devină acționar majoritar în 1986 și finalmente acționar unic al companiei în 1990. La ora actuală, SEAT promovează o imagine agresivă prin mașini sport ca Ibiza și León, fiind o marcă destinată tinerilor.

## Istorie

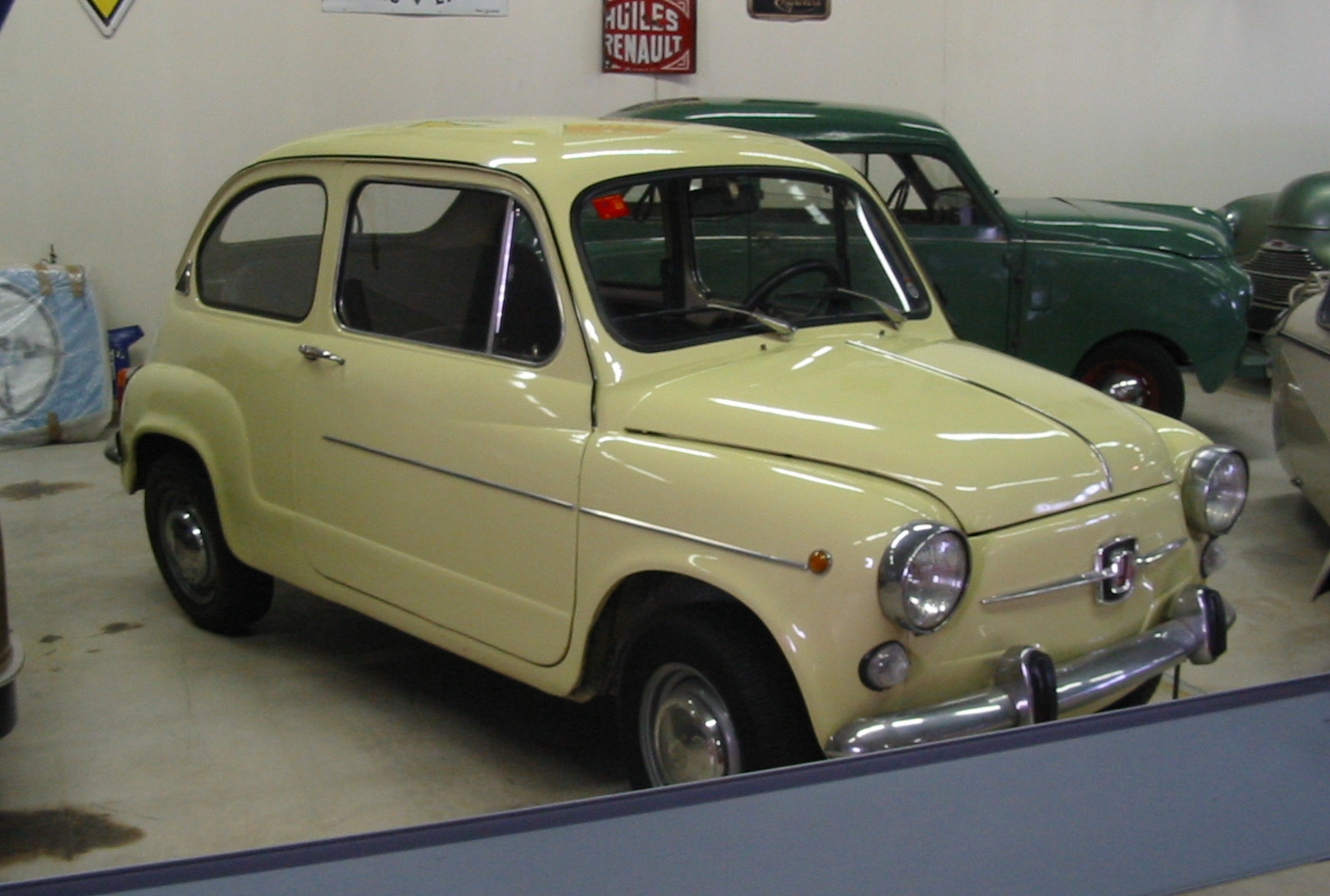
600 L Especial din 1973
Ca trăsătură specifică a acestei versiuni se remarcă aerisirea triunghiulară de culoare neagră plasată pe stâlpul C

Compania a fost fondată în 1950 de „Institutul național spaniol de industrie” (INI) cu scopul de a populariza uzul de automobile în Spania postbelică și de a fabrica mașinile grupului Fiat, principalul constructor italian de automobile, sub licență. Primul președinte al companiei a fost José Ortiz Echagüe. Statul spaniol a păstrat o participație importantă în societate. La retragerea Fiat în 1986, Grupul Volkswagen a achiziționat pachetul majoritar de acțiuni și a devenit în 1990 unicul acționar, prin cumpărarea participațiilor păstrate de statul spaniol.

### Colaborarea cu Fiat
Primul model a fost 1 400, care a fost produs într-o largă gamă de versiuni. Producția sa a început în 1953 și s-a terminat cu versiunea C în 1963, an în care a fost înlocuit de noul 1 500. Al doilea model ieșit din uzina „Zona Franca” (Barcelona) a fost 600, care s-a fabricat în versiunile N, D, E, L Especial, 800 și alte câteva care au ridicat numărul de unități vândute la 800 000. Modelul, devenit emblematic pentru procesul de motorizare a clasei medii spaniole, a fost produs între 1957 și 1973. În aceași perioadă a apărut și modelul 1 500, care reprezenta un exponent al luxului în Spania anilor 60. În 1966 este introdus 850, conceput în Italia ca o restilizare a lui 600 (mai bine finisat, prestație mai bună, mai puține defecte), care s-a bucurat la rândul lui de mare succes. În Spania au apărut două versiuni cu patru uși: prima a fost o versiune scurtă, din care s-au produs doar 417 unități, urmată de o versiune lungă, mult mai bine primită.
Condițiile de muncă la SEAT erau dictate de ritmul liniilor de producție sau prin deciziile conducerii. În primii ani, ritmul de lucru depindea în mare măsură de deciziile manageriale, pe marginea euforiei generale, determinată de creșterile salariale prevăzute în contractul colectiv de muncă. Cu toate acestea, primele proteste muncitorești au izbucnit în această perioadă. În 1958, a avut loc o grevă de solidaritate față de minerii asturieni. În 1965 s-a înființat prima uniune sindicală (Comisiones Obreras), iar membrii săi au intrat pentru prima dată în conducerea companiei. Această uniune a stat la baza grevei din 1967, primul protest de amploare din istoria companiei, iscat pe marginea deteriorării condițiilor de muncă și a ritmului sever de lucru la asamblarea modelului 850. În ciuda represiunii, ritmul de lucru a fost totuși revizuit, dată fiind posibila mobilizare a celor 7 000 de muncitori din atelierul 7, care nu mai putea fi ignorată de conducerea societății.

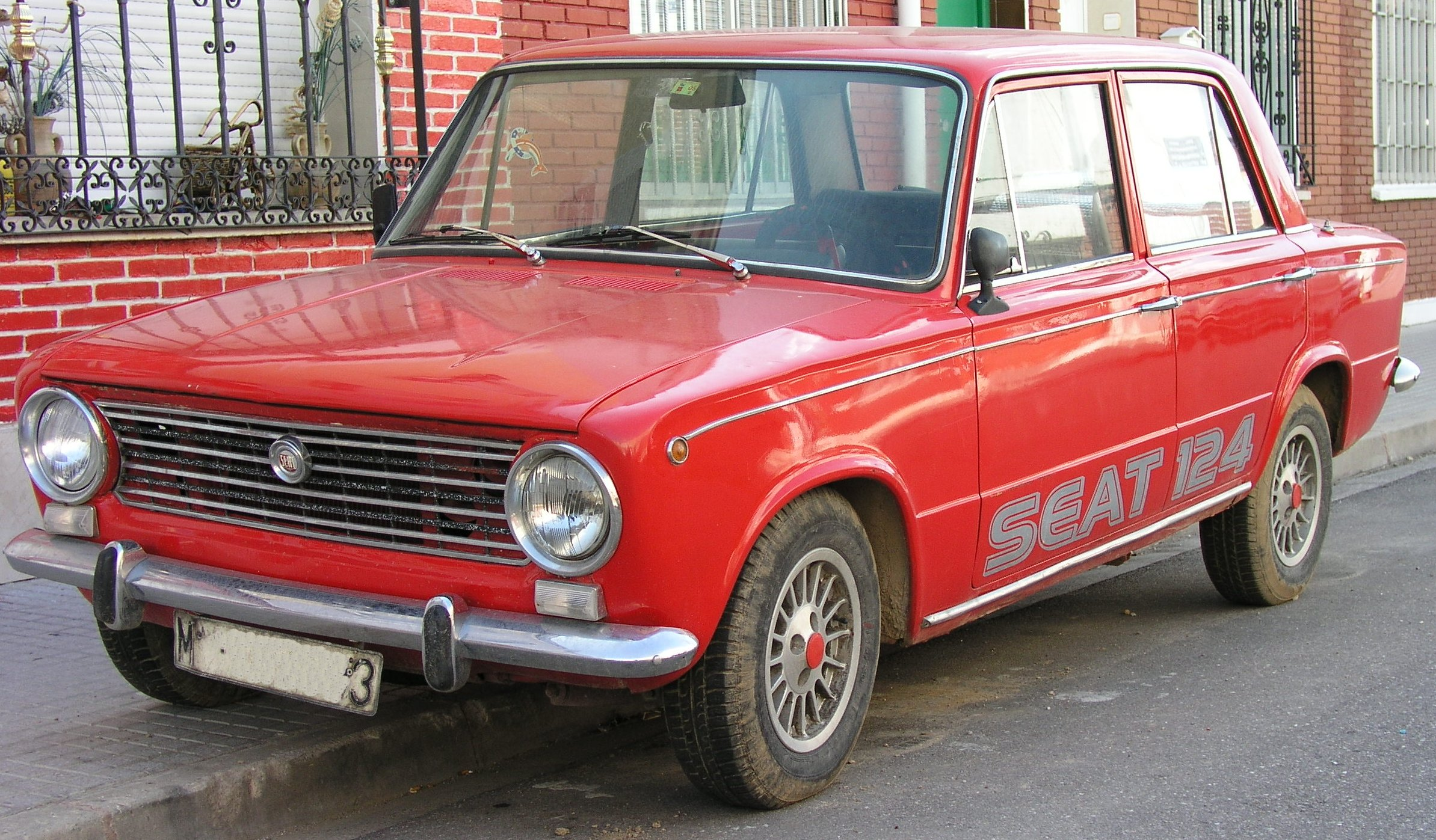
124 construit în 1970

După 850, în 1968 apare modelul 124, din Italia, mașina anului în Europa acelui an. Mașina devine un reper în istoria SEAT, și chiar a lumii automobilistice spaniole. Motorul său de 1 197 cm³, cei 60 de cai putere, viteza maximă de peste 140 km/h și caroseria sa mărită au transformat modelul în prima berlină familială spaniolă în adevăratul sens al cuvântului. Succesul său a lungit producția pe o perioadă de 12 ani, în două variante principale (far rotund 68-75 și far pătrat „Pamplona” 75-80). Acest model a servit ca bază pentru modele ulterioare ca 1 430, apărut în 1969, într-o categorie superioară lui 124. Motorul său de 1 438 cm³ producea 70 de cai putere.
Spre sfârșitul lui 1969, forța de muncă crescuse la 30 000 de muncitori, mulți dintre care și-au asumat lupta pentru contractul colectiv anual, reincorporarea muncitorilor concediați în urma protestelor și recunoașterea drepturilor de bază. Acest fapt a provocat o stare de spirit conflictuală în sânul societății, până în primăvara lui 1977. Concentrația enormă de muncitori s-a transformat într-un coșmar pentru regimul franchist. Institutul Național de Industrie (INI), uniunea sindicală oficială și Ministerul Muncii se aflau într-o postură foarte dificilă la fiecare reînnoire a contractului colectiv de muncă, întrucât răbufnirea unor proteste sindicale ar fi putut conduce la panică în cercurile oficiale. Rigiditatea ciclului de producție putea determina paralizarea întregii producții în câteva ore, însă nu se punea doar problema opririi uzinei: întreaga zonă a Barcelonei ar fi urmat să fie paralizată de demonstrații de amploare. Apărea riscul de mobilizare a întregului sector metalurgic și a întregii clase muncitoare catalane, la care se puteau alătura și muncitori din comunitățile madrilenă, asturiană sau bască. Exista și riscul unor represalii violente, ca în cazul muncitorului Antonio Ruiz Villalba, împușcat de poliție în 1971. Compania a devenit un model de luptă al clasei muncitoare spaniole.
1973 este un an memorabil pentru SEAT, prin introducerea motoarelor DOHC (doi arbori cu came în chiulasă) care au adus un mare succes mărcii. Erau în principiu două: 1 600 și 1 800; ambele au fost montate pentru prima dată în Spania, substituind motoarele de pe 1 500 și 132 – poate modelul cel mai luxos fabricat de SEAT. Ulterior au apărut și versiuni 2 000. În 1972, a avut loc un alt eveniment marcant pentru SEAT odată cu apariția modelului 127, fabricat în trei variante diferite, ultima dintre care, „Fura”, apărută mai târziu în versiune „Crono”, dădea un randament bun împreună cu motorul de 1 438 cm³. În plus, spre deosebire de Italia, modelul 127 era distrbuit în versiune cu patru uși, desenată în Spania și cu vânzări ridicate la export. În 1974, înaintea încetării producției la 850, se lansa 133, model compromis încă de la naștere. În 1975 a apărut 131, înlocuitor al lui 1 430, aflat în producție până în 1984, cu vânzări foarte mari. Ritmo, care aducea un design avangardist, a fost introdus în 1979. 

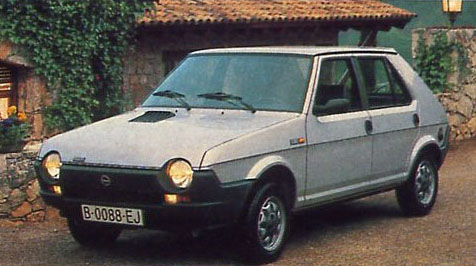
Ritmo din 1983

1976 este anul nașterii modelului 1 200 Sport iar mai apoi al lui Sport 1 430, o sportivă bazată pe 127 și cu partea mecanică de 124, concepută în Spania de Inducar, care a cunoscut mari prejudicii de pe urma lansării modelului 128. În 1980 apare modelul Panda, redenumit „Marbella” în 1986 și vândut cu succes până în 1997.
În 1978, Fiat a derulat studii amănunțite cu privire la SEAT, în paralel cu o serie de negocieri cu Institutul Național de Industrie (INI), privind asigurarea viabilității constructorului spaniol. În 1979, în baza unui prim plan de restructurare elaborat de Fiat, s-a încheiat un acord între institut și societatea italiană, care prevedea privatizarea întreprinderii spaniole. Doi ani mai târziu, Fiat a achiziționat o mare parte din capitalul SEAT, lucru care i-a acordat controlul asupra managementului companiei, cu angajamentul păstrării locurilor de muncă. Cu toate acestea, în anul următor, concernul italian a decis retragerea de la cârma companiei spaniole, pe fondul unei diminuări a cererii interne, asociată cu alte probleme grave, printre care scăderea vânzărilor proprii. Aflat într-un moment de maximă dificultate, INI a negociat cu Fiat un acord de cooperare, care formaliza cesiunea de acțiuni către institut și îi dădea dreptul constructorului spaniol de a se asocia cu alte firme automobilistice europene.
Prima mașină sub noua emblemă SEAT, fără implicarea Fiat, a apărut în 1982 și a fost denumită SEAT Ronda. Ronda înlocuia modelul Ritmo, preluând segmentele mediane ale societății. La cinci luni după lansare, modelul a făcut obiectul unui litigiu cu Fiat, care vedea în acesta o încălcare a acordurilor semnate cu SEAT. Compania italiană a depus o plângere la Camera Internațională de Comerț cu sediul la Paris în Franța cu privire la această chestiune. Președintele de atunci al SEAT, Juan Miguel Antoñanzas, a prezentat presei o Ronda, cu toate componentele noi colorate în galben, cu scopul de a sublinia diferențele. Acest eveniment a încheiat disputa. În acea perioadă au apărut diverse zvonuri potrivit cărora, Fiat ar fi avut un proiect propriu de restilizare a modelului Ritmo, proiect care cuprindea modificări similare celor aduse de spanioli prin introducerea Ronda, motiv pentru care operațiunea companiei italiene a trebuit abandonată.

### Preluarea de către Volkswagen
Ruptura de Fiat, care furniza designul și tehnologia, a adus compania spaniolă într-o situație foarte dificilă. Dimensiunile reduse ale companiei au împiedicat dezvoltarea acesteia pe cont propriu, fapt care a determinat inițierea unui șir de negocieri ce a implicat principalele companii europene, dar și constructorii japonezi Toyota și Nissan. Tratativele au culminat în 1982 cu un acord de cooperare industrială, licență și asistență tehnică încheiat cu Grupul Volkswagen, pentru o perioadă de șapte ani.

Logo din 1982

SEAT și-a creat o nouă identitate corporativă prin introducerea noii embleme albastre în 1982. În 1984, deja sub supravegherea VW, s-a lansat modelul Ibiza, cu diverse motorizări System Porsche de nouă generație (1,2 litri, 1,5 litri și 1,7 litri) și o variantă diesel de 1,7 de origine Fiat.
Deși prevăzută pentru o perioadă de șapte ani, alianța cu Grupul Volkswagen a evoluat până la preluarea de către grupul german a 51% din capitalul constructorului spaniol în 1986, și mărirea participației germane până la 75% în același an. Acordul de vânzare prevedea obligațiile INI de a-și asuma pierderile înregistrate în 1985, de a prelua subsidiarele companiei și de a acorda companiei SEAT un credit pe termen lung. De cealaltă parte, Volkswagen se angaja să achiziționeze întregul capital al companiei până în 1990, să investească în modernizare, să păstreze forța de muncă și să continue producerea și vânzarea modelelor SEAT. După ce a realizat un profit în anul fiscal 1991, întreprinderea a obținut pierderi operaționale de 12 756 milioane de peseta în anul următor, fapt datorat micșorării veniturilor și creșterii cheltuielilor, datorată investițiilor dirijate în principal spre construcția fabricii de la Martorell.

### Comisia Europeană și ajutoarele de stat

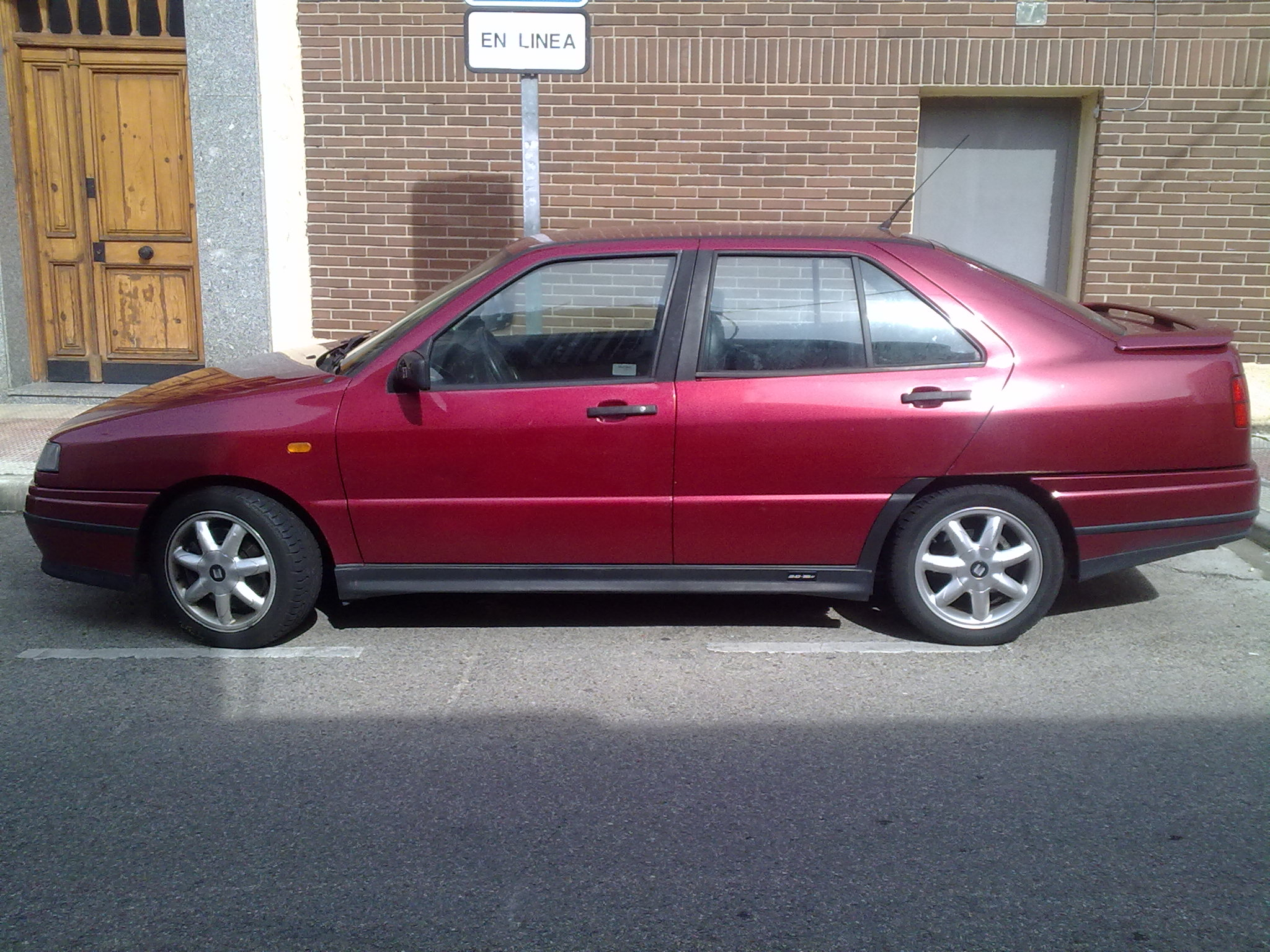
Toledo 2.0-16v1995

În perioada de recesiune a anului 1993, aproape toți fabricanții europeni de autovehicule au înregistrat pierderi record. Pentru constructorii care înregistraseră pierderi și în anii precedenți, recesiunea a avut efecte dramatice asupra șanselor de recuperare ale companiilor, lucru care a atras acordarea de ajutoare de stat pentru restructurare. Volkswagen a clarificat faptul că urma să compenseze pierderile ridicate ale subsidiarei sale spaniole, doar cu participarea autorităților naționale și regionale (catalane) în acoperirea costurilor de restructurare pentru SEAT. Autoritățile au acordat grupului Volkswagen un împrumut de 36 de miliarde de peseta anterior subvențiilor de 46 de miliarde de peseta ce urmau să fie obținute de SEAT pentru investiții și alte proiecte ce făceau parte din planul de restructurare. Spania a negat faptul că împrumuturile ar fi constat în ajutoare de stat și a declarat în 1995 diversele proiecte de subvenționare. Comisia Europeană a pornit o anchetă privind pachetul de subvenții acordat constructorului spaniol. Oficialii Uniunii Europene și-au exprimat îndoielile asupra conformității acestor granturi și împrumuturi cu legislația europeană în materie de ajutoare de stat. Prin inițierea procedurilor articolului 93 paragraful secund din Tratatul CE, Comisia a conchis că împrumutul constituia de fapt plata în avans a subvențiilor, din care urmau să fie rambursate ulterior rata principală și dobânda creditului. În concluzie, efectul financiar al împrumutului de 36 de miliarde era similar unor granturi ordinare în valoare de 46 de miliarde de peseta. Confruntate cu suspiciunile Comisiei, autoritățile spaniole au reclasificat granturile ca ajutor de restructurare. Din acest motiv, Comisia și-a modificat procedura în iulie 1995, anunțând o analiză amănunțită a planului de restructurare al SEAT. La sfârșitul lui octombrie 1995, când VW a acceptat reducerea capacității nu doar la SEAT ci și la nivelul întregului grup, comisarul pentru concurență Karel Van Miert a confirmat intenția Comisiei de a aproba ajutorul de restructurare sub condiții stricte de monitorizare a intensității ajutorului efectiv și a capacității de evoluție până la sfârșitul lui 1997.

### Noua identitate corporativă
În 1999, SEAT începe pregătirile pentru noul mileniu printr-un proces de rebranding, care afectează numele oficial, structura organizatorică, filozofia companiei și, nu în ultimul rând, se adoptă emblema actuală. Noua identitate se răsfrânge curând și asupra aspectului noilor modele. Volkswagen își mărește participația la SEAT până la 99,99%, iar societatea este redenumită din Sociedad Española de Automóviles de Turismo în SEAT SA. Prin noul design și modelele sport, societatea își face loc în grupa de mărci Audi. 58 997 de mașini noi SEAT au fost vândute în 2003 în Germania, o creștere de 15% față de 2002, atingând o cotă de piață de 1,76%, în ciuda faptului că piața de autoturisme germană a scăzut cu 0,5 procente. SEAT a înregistrat un record de creștere la export și în Regatul Unit, cu 35 000 de unități vândute (+21%). În Spania, compania a crescut cu 3,2 procente atingând 148 100 de unități comercializate în același an. Creșteri importante au fost înregistrate de SEAT și în România, Croația, Slovacia și Ungaria.

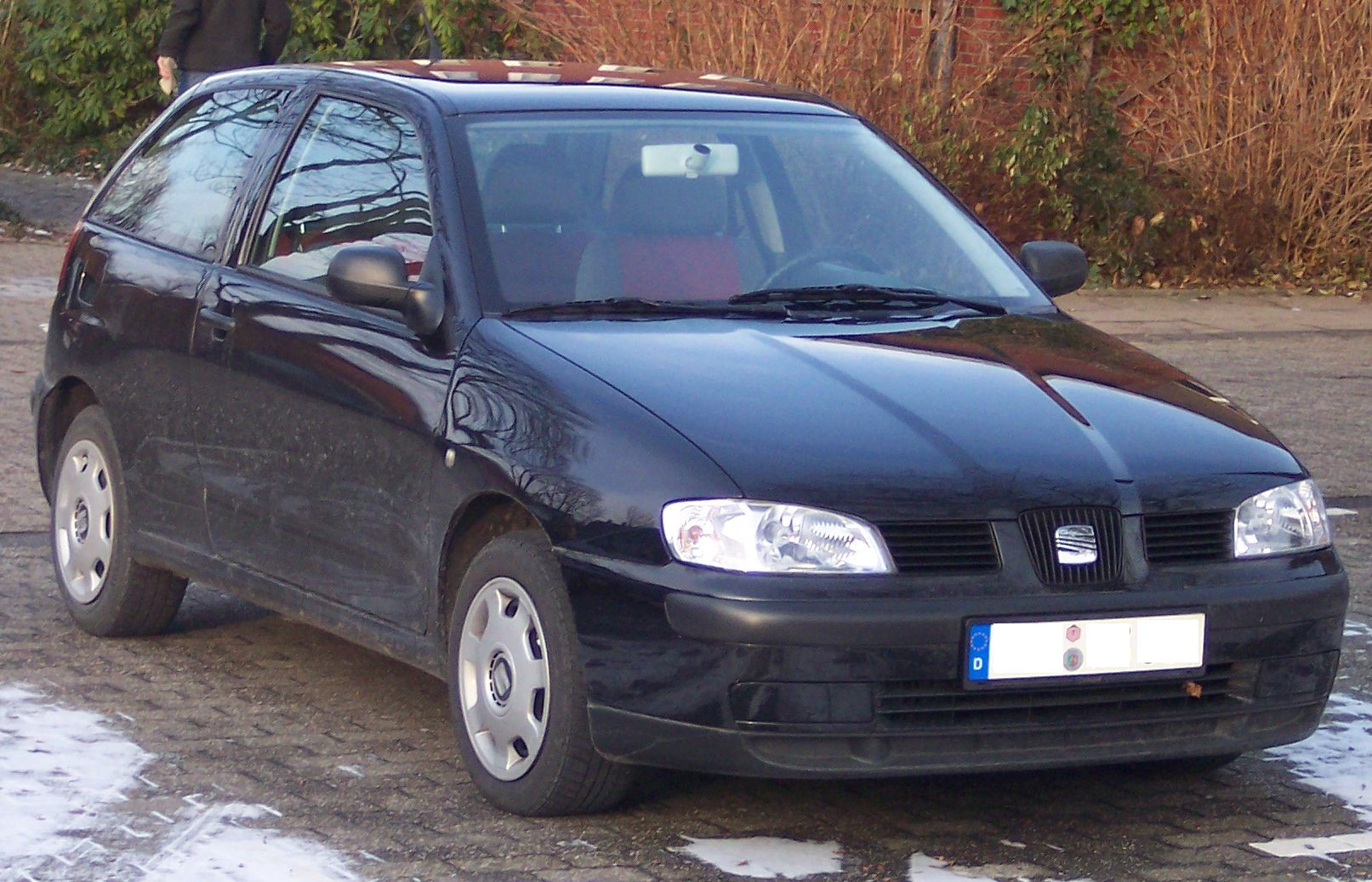
Ibiza din a doua generație, după facelift (1999-2002)

SEAT și-a celebrat revenirea în sportul cu motor internațional prin participarea modelului Toledo Cupra în campionatul european de mașini de turism (ETCC) organizat de FIA. Concomintent, SEAT a introdus un nou concept referitor la cupa mărcii sale: campionatul „Leon-Supercopa” nu se desfășoară doar pe circuite, ci și pe trasee de anduranță, precum și pe un traseu montan. SEAT a obținut în anul financiar 2003 un profit de 135 de milioane de euro. Având în vedere investițiile masive, rezultatele financiare au fost considerate „optime”, deși acestea s-au situat sub cele din anul precedent. În total, SEAT a investit 582 de milioane de euro în cercetare și dezvoltare, precum și în procesul de producție a noului SEAT Altea. Altea a fost primul SEAT dezvoltat după integrarea mărcii spaniole în noua grupă de mărci Audi în 2002.
Vânzările SEAT pe piața vest-europeană au crescut în ciuda intrării piețelor de mașini occidentale în regresiune. Dezvoltarea pozitivă s-a datorat și vânzărilor ridicate la Altea. În 2004 a fost lansat și noul Toledo, bazat, la fel ca Altea, pe platforma VW Golf.
La 1 martie 2005 a fost prezentat prototipul pentru noul León în cadrul Salonului auto de la Geneva. O trăsătură specială a prototipului consta în plasarea a patru camere video, a căror imagini urmau să suplimenteze calitățile oglinzilor retrovizoare prin două monitoare interioare, cu scopul de a îmbunătăți posibilitățile de asigurare ale conducătorului auto. Prototipul avea o putere de 147 kW (200 CP) și o viteză maximă de 236 km/h. Modelul a intrat în producția de serie în toamna lui 2005.

### Probleme financiare

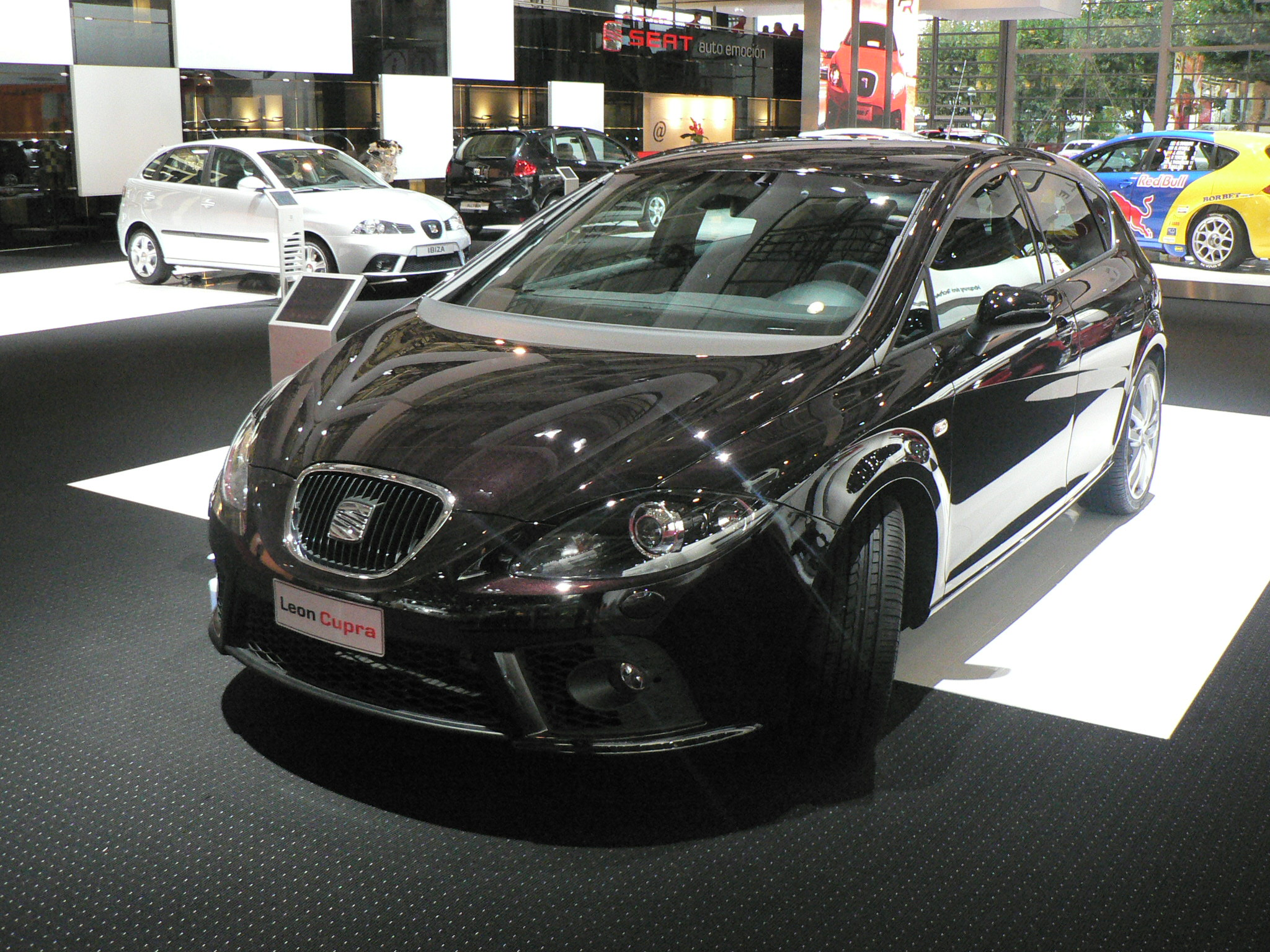
Noul Leon Cupra la Salonul Auto de la Paris în 2006

În 2005, în urma criticilor primite de la concesionarii SEAT din Germania, politica firmei s-a îndreptat spre construirea unor modele mai economice, iar țelul anual a fost redus. În 2005, în România s-au comercializat 2 927 de unități, aproape dublu față de anul 2004, corespunzând la peste un procent din piața auto de mașini noi din România.
După mai mulți ani cu o balanță pozitivă, în anul 2005 compania SEAT a înregistrat cea mai scăzută cifră de producție din ultima decadă – previziunile pentru acel an erau de 386 200 de vehicule față de planul inițial de 446 000 de unități, și pierderi nete cumulate de 62,5 milioane de euro. De fapt și în 2004 s-au înregistrat pierderi brute, în ciuda profitului net consolidat de 144,9 milioane de euro, deși acestea s-au cifrat la doar 14 milioane de euro.

### Disponibilizări
Urmare a rezultatelor financiare proaste, constructorul spaniol a prezentat la 4 noiembrie 2005 un plan de lichidare de posturi care urma să afecteze 1 346 de muncitori, potrivit surselor din conducerea companiei. Conducerea SEAT și organizațiile sindicale Unión General de Trabajadores (UGT) și Comisiones Obreras (CCOO), majoritare în compania automobilistică, au ajuns la sfârșitul anului la un acord (în urma protestelor și grevelor de personal), ce prevedea disponibilizarea a 660 din cei 1346 lucrători prevăzuți în planul inițial. Compensația netă pe care au primit-o lucrătorii care nu și-au asumat posibilitatea de a reveni a reprezentat indemnizația aferentă unui număr de 45 de zile lucrate pentru fiecare an de muncă.
La 4 aprilie 2007, conducerea companiei spaniole a semnat un nou acord cu majoritatea sindicală, constituită din UGT și CCOO, cu privire la disponibilizarea a 1 600 de muncitori – o zecime din personal în cadrul unui plan de trei ani – prin măsuri voluntare: pensionări anticipate și disponibilizări voluntare. Consensul a fost atins la a treia reuniune convocată pentru negocierea restructurării muncitorești, în cadrul planului general de reducere a cheltuielilor filialei Volkswagen. Sindicatul Confederación General del Trabajo (CGT) a aderat ulterior la acord.
În iulie 2007, sindicatele care au semnat primul acord (decembrie 2005), prin care au fost disponibilizați 646 de angajați, i-au cerut președintelui companiei, Erich Schmitt, să-i reincorporeze în sânul companiei pe cei 150 de muncitori afectați de acord, care nu se întorseseră încă la grupul automobilistic. În ciuda apropiatului acord care prevedea concedierea voluntară a 550 de angajați ai SEAT în 2007, atât UGT cât și CCOO au solicitat companiei  un efort în această direcție, pentru a încheia definitiv episodul precedentului plan de disponibilizări. Asociația disponibilizaților (Asamblea de despedidos/as de SEAT) a relatat în septembrie 2007 că pe lista de așteptare pentru recontractare se aflau 138 de disponibilizați de la SEAT și a anunțat acțiuni de protest.

### Scandalul Faurecia
Potrivit săptămânalului german „Focus”, marca spaniolă SEAT a fost implicată în 2006 în scandalul presupuselor acte de corupție comise între fabricantul francez de componente Faurecia și managementul marilor întreprinderi automotoare germane. Suspiciunile s-au îndreptat asupra unei poziții importante din departamentul de achiziții al filialei spaniole a grupului Volkswagen. Conform purtătorului de cuvânt al anchetatorilor, la 1 august 2006, învinuitul, în vârstă de 46 de ani la acea dată, a fost arestat preventiv în Germania în urma suspiciunilor de luare de mită, în valoare de 160 000 de euro, din partea fabricantului francez Faurecia. Biroul procurorului public din Frankfurt a ajuns ulterior la un compromis cu Pierre Levi, fostul șef al furnizorului francez de componente, evitând un proces pentru mituirea conducerii firmelor Volkswagen, SEAT, Audi și BMW timp de mai mulți ani.

### Revenirea financiară
|  | Toți indicatorii noștri ne indică faptul că, deja de la sfârșitul acestui an vom înregistra un rezultat operațional pozitiv. | — Erich Schmitt, președinte SEAT |

Această declarație a fost făcută de președintele SEAT în cadrul salonului automobolistic de la Frankfurt (IAA). Planurile inițiale prevedeau revenirea pe profit doar începând cu anul 2008. În primul semestru al lui 2007, SEAT a înregistrat pierderi operaționale de șapte milioane de euro, în scădere față de cele 49 de milioane înregistrate în 2006. Președintele Volkswagen, Martin Winterkorn a subliniat însă că subsidiara spaniolă a rămas partea problematică a concernului și a infirmat o vânzare a acesteia.
SEAT a prezentat în 2007 la salonul de la Geneva un nou concept, un SUV denumit „Altea Freetrack” cu tracțiune 4x4 allroad. Baza lui Freetrack este Altea XL, interesantă fiind garda la sol foarte mare. Aceasta măsoară 310 mm și în combinație cu un sistem de tracțiune integrală (Haldex) poate oferi performanțe off-road notabile. Potrivit Financial Times Germania, în 2007 a început producția de serie la Altea Freetrack, urmând ca în perioada următoare să apară o berlină, bazată pe modelul Audi A4. Concernul-mamă a anunțat că va investi 4,5 miliarde de euro în subsidiara sa SEAT pe o perioadă de 10 ani. Prin aceasta, VW a răspuns zvonurilor ce vedeau probabilă o preluare a SEAT de către investitori chinezi. Totodată la Geneva în 2008 va fi dezvăluită noua înfățișare a celui mai de succes model al gamei, Ibiza. La nivelul anului 2007, SEAT comercializează modelele Ibiza, Córdoba, León, Altea, Altea XL, Altea Freetrack, Toledo și Alhambra în diverse versiuni de echipare și motorizări.

## Situația actuală
SEAT dispune în prezent de o uzină de producție la Martorell, un mic oraș industrial situat în provincia Barcelona. Fabrica din Martorell este una dintre cele mai moderne din Europa și a fost inaugurată de MS Regele Juan Carlos I al Spaniei în 1993. În 2002 pe ușile uzinei au ieșit peste 450 000 de automobile. În anul 2003, uzinele din Martorell au sărbătorit un dublu jubileu istoric: în primul rând, a zecea aniversare de la fondare și, în al doilea rând, automobilul SEAT cu numărul 4 000 000, produs în luna ianuarie. În perioada 2002-2005, 10% din producția de Ibiza a fost transferată la uzina SEAT din Slovacia (aproximativ 20 000 de unități) datorită lipsei flexibilității necesare gestionării comenzilor adiționale pentru producerea celui mai emblematic și mai bine vândut model din gama SEAT. În 2006, SEAT a produs 430 000 unități, reușind să tempereze curba descendentă a livrărilor prin înregistrarea unei creșteri de 1,9% la față de 2005.
Din punct de vedere financiar, în 2006 compania a înregistrat o creștere a veniturilor 5,2% față de 2005, până la 5 545 de milioane de euro brut. După scăderea taxelor, a rezultat o pierdere de 49 de milioane de euro, fapt care a adus îmbunătățirea cu 21,5% a rezultatelor față de 2005. Totodată, indicatorii financiari pentru prima jumătate a anului 2007 indică o performanță pozitivă pentru anul în cauză, devansând cu un an termenul propus pentru refacerea balanței comerciale.

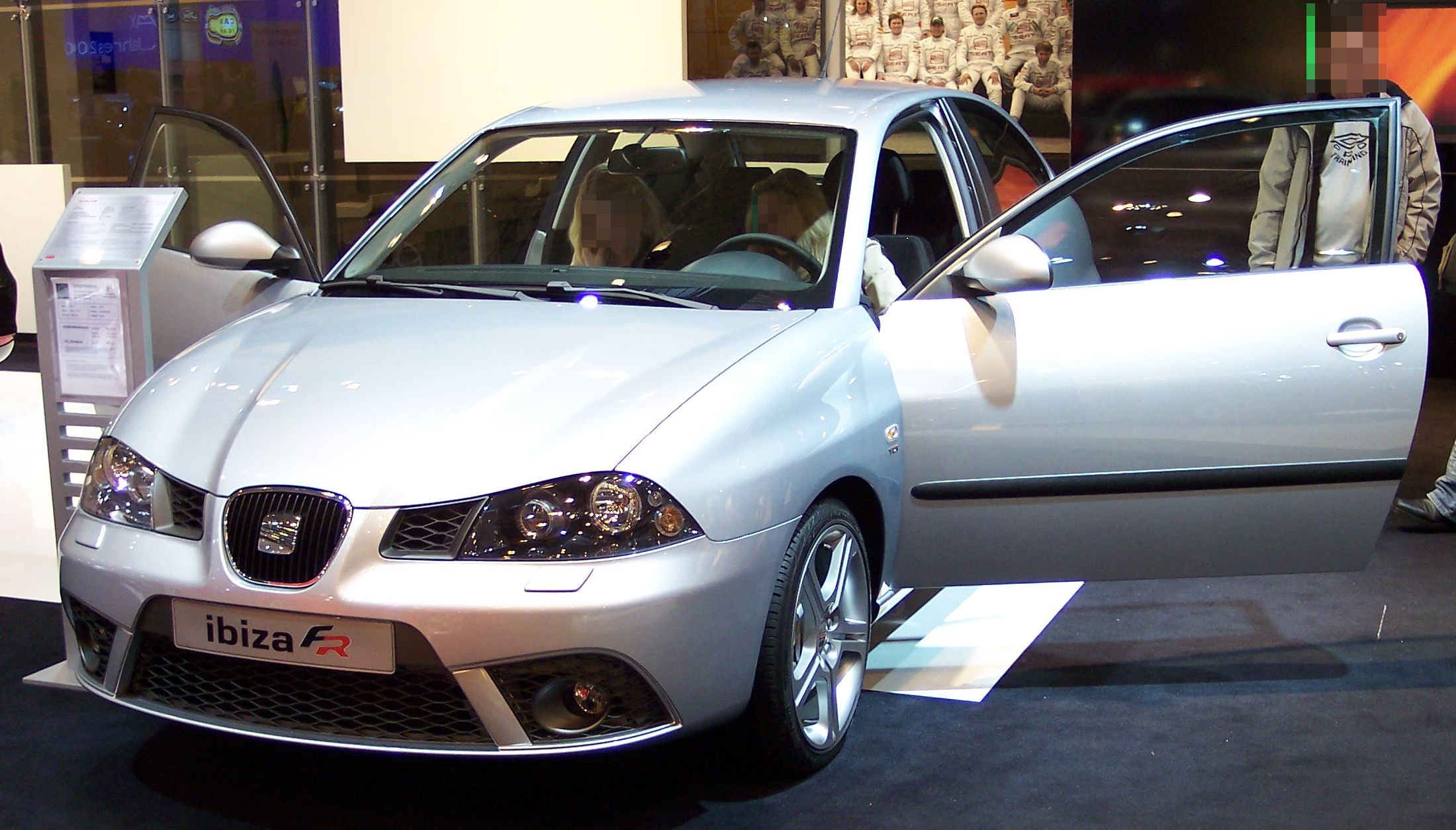
SEAT Ibiza, cel mai bine vândut model din gamă, aici în versiunea FR din 2006

Numărul de angajați se ridica în 2007 la 13 000. Compania dispune și de un centru propriu de dezvoltare, în care lucrează alte 1 250 de persoane. Compania își desenează propriile modele de automobile, urmând trăsăturile generale ale grupului Volkswagen. În privința strategiei de definire și poziționare a modelelor, SEAT a făcut parte din grupul de mărci Audi până în 2007 (momentul desființării brand-grupurilor în cadrul grupului Volkswagen), împreună cu Bentley și Lamborghini, toate acestea la rândul lor subsidiare ale Grupului Volkswagen. Gradul de acceptarea a noii sale game variază iregulat: în timp ce León și Altea se bucură de mare succes, Toledo lasă mult de dorit, nereușind să depășească cifra de 25 000 de unități, spre deosebire de versiunile anterioare care atingeau 70 000 de unități anual.
Actualmente, datorită situației comerciale proaste din ultimii ani, se încearcă o spălare a imaginii, iar campaniile publicitare din 2006 ale companiei au fost certificate ca cele mai eficace în acest domeniu în cadrul unui studiu „TNS Area”. Compania SEAT a contractat-o ca imagine pe artista pop Shakira, demarând campania Catch the Fever și devenind sponsor principal al turneului mondial Oral Fixation al cântăreței. SEAT intenționează totodată să intre pe piețe noi, ca America Latină, SUA și piețele orientale. În plus, a fost schimbată echipa managerială, inclusiv departamentul de desen, unde a fost adus belgianul Luc Donckerwolke de la Lamborghini în locul italianului Walter de'Silva.

Identitatea corporativă adoptată de SEAT cuprinde și un slogan constituit ca un joc de cuvinte între „mașină” (sp. automóvil), „automat” (sp. auto), „emoție” (sp. emoción) și „mișcare” (sp. moción):
|  | auto emoción | — SEAT |

## Nomenclatură
Actualmente, SEAT își denumește modelele după orașele spaniole. Pentru a evita litigii legate de drepturi de autor în viitor, compania a înregistrat numele tuturor orașelor din Spania.

## Prezență internațională
SEAT dispune de organizații de vânzare și concesionari în 70 de țări precum Spania, Germania, Franța, România, Republica Moldova, Mexic, Venezuela sau Rusia. În plus, câteva dintre mașinile produse de constructorul spaniol au fost vândute în afara Europei sub numele de Volkswagen, cum ar fi modelele Ibiza, Inca și Córdoba, cunoscute în Africa de Sud sub numele de Volkswagen Polo Playa, Volkswagen Caddy și, respectiv, Volkswagen Polo Classic. 
Zvonuri despre vânzarea unui model SEAT sub marca Volkswagen în Canada și Statele Unite pentru a suplimenta gama VW au circulat ocazional, dar fără vreo bază concretă, nefiind confirmate niciodată și dovedindu-se a fi false în cele din urmă. SEAT vinde 6 modele în Mexic, printr-o rețea de concesionari prezentă în 27 de state mexicane. Intrarea mărcii SEAT pe piață mexicană, dar nu și pe alte piețe nord-americane, este explicată prin legislația mexicană, mai puțin restrictivă în ceea ce privește măsurile de siguranță și emisiile poluante.
Prezența SEAT pe piețele internaționale (în afara Europei) este încă neexistentă, în urma abandonarii lansării SEAT în Canada în 1994 și retragerii de pe piața australiană după vânzarea gamei în perioada 1995-1999. SEAT are planuri de lansare în Statele Unite după 2008, deși acest fapt nu este confirmat încă. SEAT continuă în prezent extinderea prezenței internaționale sub aripile Volkswagen, în special în Orientul Mijlociu și în Asia.

### Republica Moldova
În Republica Moldova, autoturismele SEAT sunt importate printr-un concesionar din Chișinău.

### România
Porsche România a lansat marca SEAT pe piața din România în martie 1999. În ceea ce privește vânzările mărcii pe piața românească, se remarcă o ascensiune constantă pentru SEAT, modelele mărcii spaniole înregistrând 1 676 de exemplare livrate în primele cinci luni ale lui 2007, în comparație cu cele 1 305 livrate în aceeași perioadă a anului precedent. Creșterea mărcii în România are la bază evoluția constantă a mărcii de la lansare. Planul total de vânzări prevăzut de Porsche România pentru SEAT în anul 2007 este de 4 150 de unități, după ce în 2006 au fost livrate, în total, 3 864 de mașini.
La nivelul anului 2007, rețeaua SEAT în România cuprindea 23 de concesionari, fiecare cu service propriu.

### Voivodina
Rețeaua de concesionari SEAT din Serbia include un dealer în Provincia Autonomă Voivodina, la Novi Sad. În 2006, importatorul sârb al SEAT, Porsche Serbia, a anunțat vânzări de peste 300 de unități pentru marca spaniolă în întreaga Serbie. Celebrul duet sârbo-muntenegrean Flamingosi a fost contractat în 2006 pentru promovarea mărcii.

#### Toledo

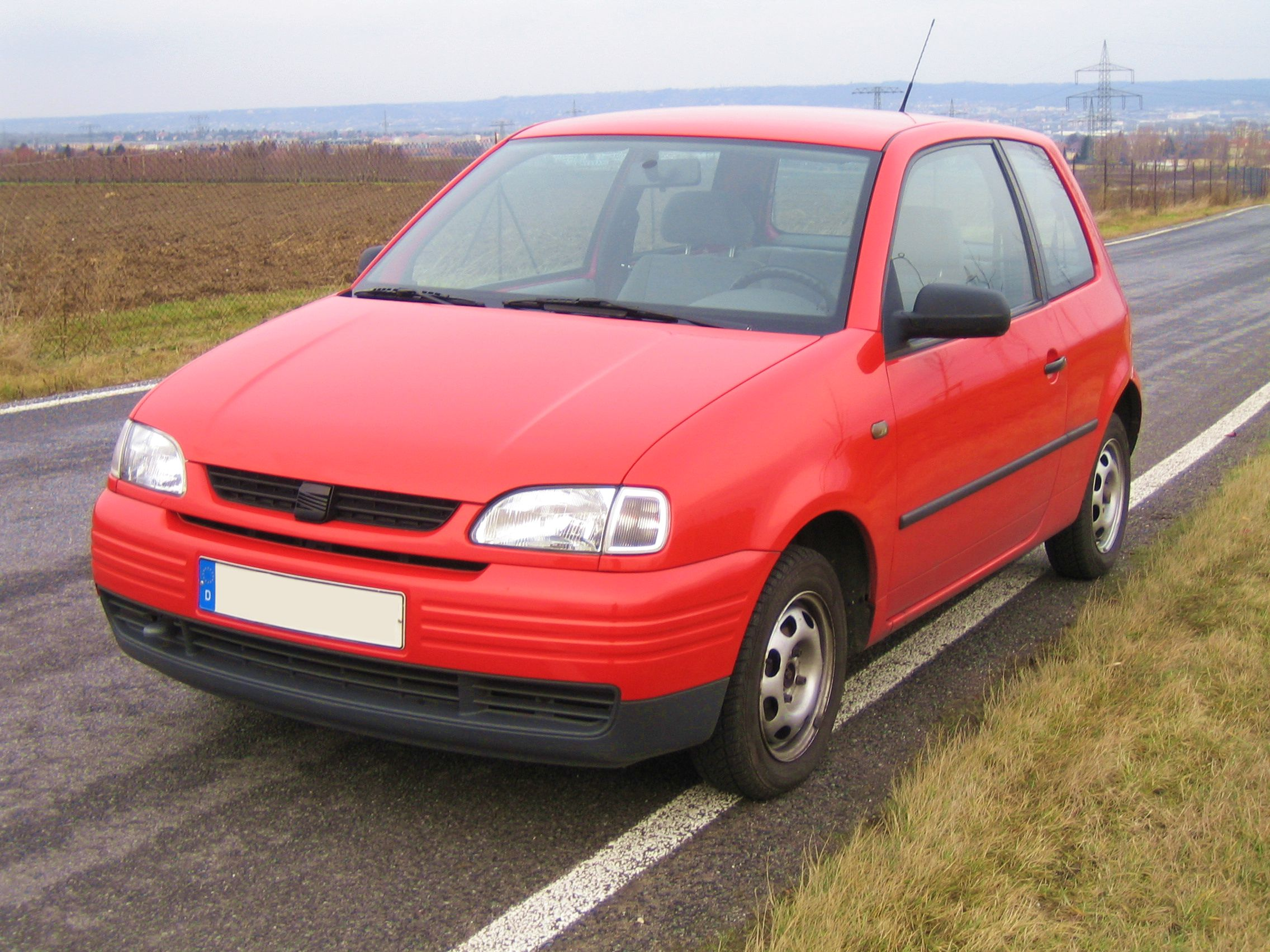
Un Arosa de 1,0 litri din 1998

## Modele

### Modele curente

#### Modele SEAT
| Ibiza       | León                               | Arona                     | Ateca                     | Tarraco                   |
| ----------- | ---------------------------------- | ------------------------- | ------------------------- | ------------------------- |
| supermini   | mașină mică de familie             | crossover din segmentul B | crossover din segmentul C | crossover din segmentul D |
| - hatchback | - hatchback - sportstourer (break) | - crossover               | - crossover               | - crossover               |
|             |                                    |                           |                           |                           |

#### Modele Cupra
| León                               | Ateca                     | Formentor | Born                           |
| ---------------------------------- | ------------------------- | --------- | ------------------------------ |
| mașină mică de familie             | crossover din segmentul C | SUV Coupé | mașină mică de familie         |
| - hatchback - sportstourer (break) | - crossover               | - SUV     | - hatchback - mașină electrică |
|                                    |                           |           |                                |

- Cupra Terramar
- Cupra Tavascan
- Cupra UrbanRebel

### Modele istorice
| Descriere | Valoare de piață                                                                           | Valoare de piață | Imagine |
| Descriere | minimă                                                                                     | maximă | Imagine |
| Mii | Mii                                                                                        | Mii | Mii     |
| --- | ------------------------------------------------------------------------------------------ | --- | ------- |
| |                                                                                            | |         |
| |                                                                                            | |         |
| Ibiza |                                                                                            | |         |
| Considerată de revista britanică What Car? cea mai bună mașină din clasa mică (2003-2005), Ibiza se livrează în șase motorizări pe benzină de la 1,2 70CP la 1,8 180CP și alte cinci pe motorină de la 1,4 TDI 70CP la 1,9 TDI 160CP. Modelul a fost introdus în 1985 și a cunoscut trei generații (1985, 1993, 2002) și încă două restilizări (1999, 2006). Faceliftul din 2006 a adus câteva modificări de natură estetică atât la interior cât și la exterior, dar cu toate acestea este foarte similiar modelului original din 2002. Ibiza este totodată cel mai popular model produs de constructorul spaniol, cu aproximativ 200 000 de unități vândute anual. Modelul construit pe platforma Polo 9N a fost desenat de italianul Walter de'Silva. Lansarea noii generații de Ibiza este preconizată pentru 2008. | Ibiza Rider (Benzină / 1,2 litri / 51 kW / 70 CP / cutie manuală-5 viteze / 5 uși)         | Ibiza Cupra (Benzină / 1,8 litri / 132 kW / 180 CP / cutie manuală-5 viteze / 3 uși) Ibiza Cupra (Motorină / 1,9 TDI / 118 kW / 160 CP / cutie manuală-6 viteze / 3 uși) |         |
| León |                                                                                            | |         |
| Reprezentantul clasei compacte al constructorului spaniol, León, folosește „platforma A Volkswagen”, împărțind componente cu Volkswagen Golf, Audi A3 și Škoda Octavia. León este produs din 1999, iar din 2005 se află la a doua generație. Noul León, are un exterior mai ascuțit, cu ștergătoare ascunse și cu mânere exterioare pe spate mai bine integrate, similar stilului folosit de modelele recente de Alfa Romeo. Designul este în același stil cu cel abordat pe SEAT Altea. Pentru 2008 este programată lansarea unei versiuni coupe-cabrio (CC). Sunt disponibile șase motorizări pe benzină (de la 1,4 85CP la 2,0 TFSI 240CP) și patru pe motorină (de la 1,9 TDI 90CP la 2,0 TDI (s) DPF 170CP). SEAT Leon este echipat cu o punte spate independentă, care preia prin cele 3 brațe transversale și printr-un lonjeron pentru fiecare roată (principiul celor patru brațe) diversele forțe, premițând sincronizarea specifică și aproape independentă între dinamica transversală și cea longitudinală. | Leon Reference (Benzină / 1,4 litri / 63 kW / 85 CP / cutie manuală-5 viteze / 5 uși)      | Leon Cupra (Benzină / 2,0 TFSI / 177 kW / 240 CP / cutie manuală-6 viteze / 5 uși)                                                                                       |         |
| Altea |                                                                                            | |         |
| Altea este un monovolum compact lansat în 2004 de societatea spaniolă ca prim exemplu al noii imagini corporative. Altea împarte elemente structurale cu celelale modele din segmentul C al Grupului Volkswagen, precum SEAT León și Volkswagen Touran. Modelul vine echipat în cinci motorizări pe benzină, variind între 1,6 FSI 102CP și 2,0 TFSI 200CP, și cinci motorizări diesel (de la 1,9 TDI 105CP DSG la 2,0 TDI 170CP). Tehnologia FSI, folosită la motoarele cu benzină, utilizează o pompă de injecție directă de înaltă presiune pentru a crea o sinergie intre putere și consumul de energie. O inovație a acestui model este cutia de viteze cu șase trepte și dublu ambreiaj DSG (germană Direkt Schaltgetriebe). | Altea Reference (Benzină / 1,6 litri / 75 kW / 102 CP / cutie manuală-5 viteze / 5 uși)    | Altea FR (Benzină / 2,0 TFSI / 147 kW / 200 CP / cutie DSG tiptronic-6 viteze / 5 uși)                                                                                   |         |
| Altea XL |                                                                                            | |         |
| Modelul a fost prezentat pentru prima dată publicului la Salonul auto de la Paris din 2006. Destinat familiilor numeroase, se diferențiază față de modelul standard, Altea, prin oferta de spațiu interior, serios mai generoasă. Altea XL este bazat pe aceași platformă cu VW Golf Plus și VW Touran. Manevrabilitatea sa este îmbunătățită prin tehnologia „Șasiu Agil”. Acest cadru foarte rigid transformă direcția, frânele, transmisia și caroseria într-o unitate singulară responsivă. Redacția română a Top Gear a găsit modelul inutil pentru o marcă ca SEAT, cunoscută pentru sportivitate. Constructorul spaniol pune la dispoziție trei motorizări pe benzină: 1,6 FSI 102CP, 1,8 TFSI 160CP și 2,0 FSI 150CP Tiptronic. | Altea XL Reference (Benzină / 1,6 litri / 75 kW / 102 CP / cutie manuală-5 viteze / 5 uși) | Altea XL Sport-Up (Motorină / 2,0 TDI / 103 kW / 140 CP / cutie DSG tiptronic-6 viteze / 5 uși)                                                                          |         |
| Altea Freetrack |                                                                                            | |         |
| Primul SUV offroad de la SEAT, Altea Freetrack este derivat din Altea XL, cu o caroserie monovolum familială, cu garda la sol înălțată cu 40 mm, jante de 17 inch și transmisie integrală cu diferențial central Haldex. Sistemul Haldex transferă instantaneu cuplul de pe puntea față spre puntea spate în condiții de pierdere a tracțiunii. Vârful de gamă (și singura motorizare pe benzină) este un TFSI de 2 litri și 200CP, care atinge o viteză maximă de 214 km/h, având nevoie de doar 7,5 secunde pentru a urca de la 0 la 100 km/h. Există și două opțiuni diesel de 2,0 TDI cu 140CP și, respectiv, 170CP. | Altea Freetrack (Motorină / 2,0 TDI / 103 kW / 140 CP / cutie manuală-6 viteze / 5 uși)    | Altea Freetrack (Motorină / 2,0 TDI / 125 kW / 170 CP / cutie manuală-6 viteze / 4x4 / 5 uși)                                                                            |         |
| Toledo |                                                                                            | |         |
| Toledo a fost introdus în gama SEAT în 1991, în timp ce generația actuală (a treia) a fost introdusă la sfârșitul lui 2004. Abandonând formatul de sedan, a treia generație de Toledo s-a transformat într-un derivat de MSV (Multi Sports Vehicle), creat de Walter de'Silva. Această versiune este mai apropriată de un MPV compact prin partea frontală, asemănătoare modelului Altea, capota înaltă și spatele inspirat de modelul Renault Vel Satis. Toledo beneficiază de trei motorizări pe benzină: 1,6 FSI 102CP, 1,8 TFSI 160CP și 2,0 FSI 150CP Tiptronic. Pe motorină gama oferă cinci variante, de la 1,9 TDI 105CP DSG la 2,0 TDI 170CP. Disponibilă la noul motor TDI de 2,0 litri al SEAT Toledo, cutia de viteze secvențială Direct Shift Gearbox (DSG) permite schimbarea treptelor de viteză consecvent și fără întreruprea acțiunii motorului. SEAT a echipat modelul Toledo cu o punte spate multilink avansată, sporind dinamica de manevrare.                                                     | Toledo Basis (Benzină / 1,6 litri / 75 kW / 102 CP / cutie manuală-5 viteze / 5 uși)       | Toledo Sport-Up (Motorină / 2,0 TDI / 125 kW / 170 CP / cutie manuală-6 viteze / 5 uși)                                                                                  |         |
| Alhambra |                                                                                            | |         |
| Furgoneta de la SEAT, Alhambra, în ciuda unei restilizări derulate în 2000, este foarte similară modelului original din 1996. Alhambra a fost creată în urma unui acord de partajare a tehnologiei între Ford și Grupul Volkswagen, motiv pentru care împarte multe dintre componente și trăsături de design cu Ford Galaxy și VW Sharan. Toate aceste trei modele erau construite pe aceași linie de producție, la Palmela în Portugalia, până la retragerea Ford din acord. Alhambra are șapte locuri, însă cele cinci locuri din spate pot fi mutate sau chiar scoase pentru a spori spațiul de încărcare. Există o singură motorizare pe benzină de 2,0 cu 115CP și trei motorizări diesel: 1,9 TDI 115CP, 1,9 TDI 115CP cu transmise integrală și diferențial central Haldex și 2,0 TDI 140 CP. | Alhambra Reference (Benzină / 2,0 litri / 85 kW / 115 CP / cutie manuală-6 viteze / 5 uși) | Alhambra Stylance (Motorină / 1,9 TDI / 85 kW / 115 CP / cutie manuală-6 viteze / 4x4 / 5 uși)                                                                           |         |

| - SEAT 600/800 - SEAT 850 - SEAT 1200 Sport - SEAT 1400 - SEAT 1430 - SEAT 1500 - SEAT 124 - SEAT 127 - SEAT 128 - SEAT 131 - SEAT 132 - SEAT 133 | - SEAT Fura - SEAT Panda - SEAT Ritmo - SEAT Ronda - SEAT Terra - SEAT Inca - SEAT Málaga - SEAT Marbella - SEAT Arosa - SEAT Cordoba - SEAT Exeo |  |

### Modele Concept

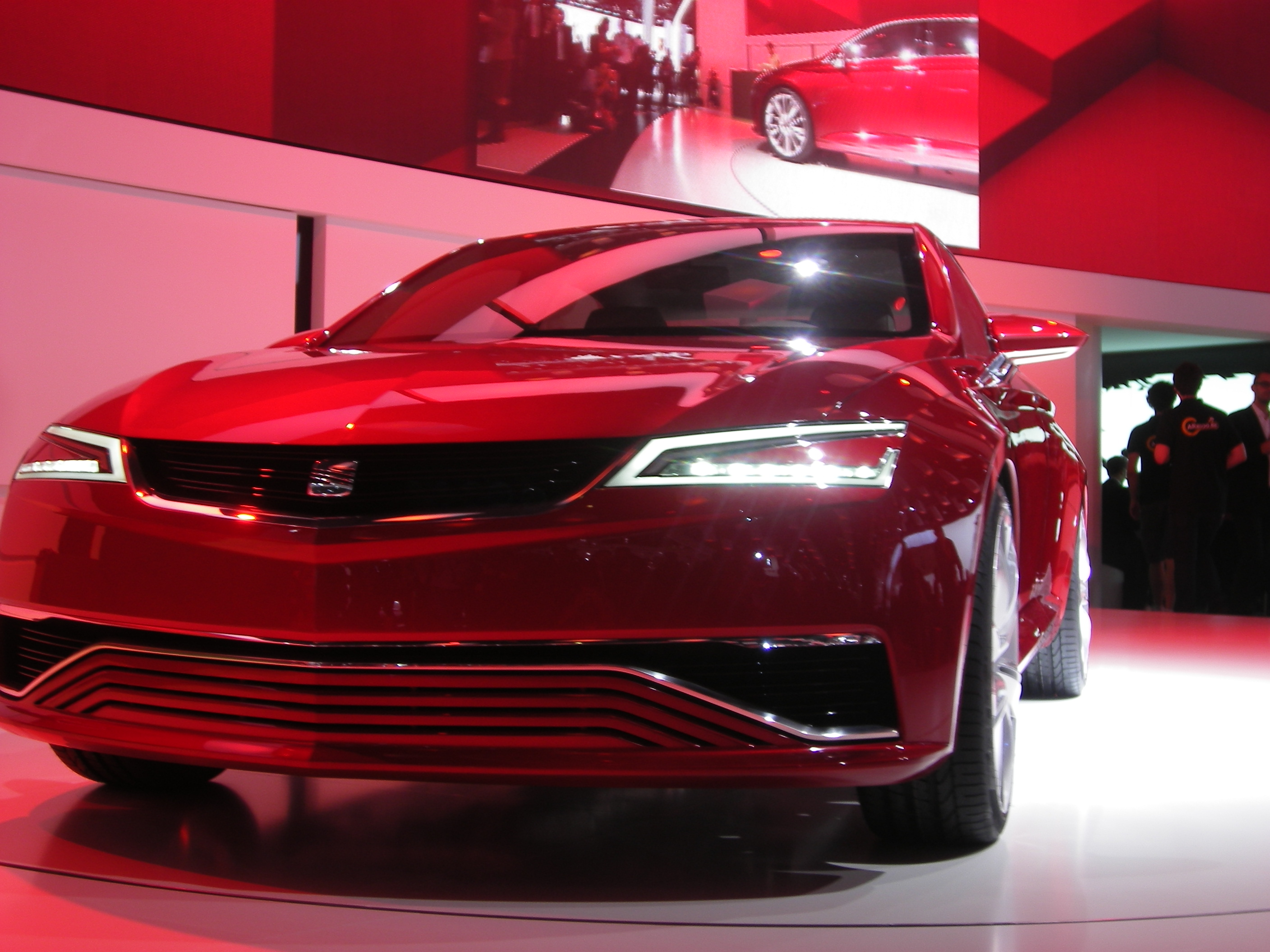
Un IBL de Concept 2011

| - SEAT Proto T - SEAT Ptoto TL - SEAT ProtoC - SEAT Concepto T - SEAT Bolero - SEAT Formula - SEAT Tango/ Tango Racer - SEAT Salsa/Salsa emocion - SEAT Tribu - SEAT Bocanegra | - SEAT IBZ - SEAT IBE - SEAT IBX - SEAT IBL |  |

## Siguranță
Participarea constructorului spaniol la mecanismul de testare a siguranței autoturismelor, Euro NCAP s-a concretizat în 2000, odată cu înscrierea modelului Ibiza, aflat atunci la a doua generație. Modelul testat nu a fost dotat inițial cu airbag pentru șofer, dar compania a decis să schimbe dotarea standard a modelului prin includerea unui airbag începând cu 4 septembrie. Deși această acțiune nu a îmbunătățit ratingul de trei stele, suprima totuși probabilitatea mare de accidentare severă sau fatală cauzată de volan. Totuși, mașina oferea o protecție rezonabilă, cu câteva puncte slabe privind calitatea construcției și slăbiciunea portierei în cazul impactului lateral.

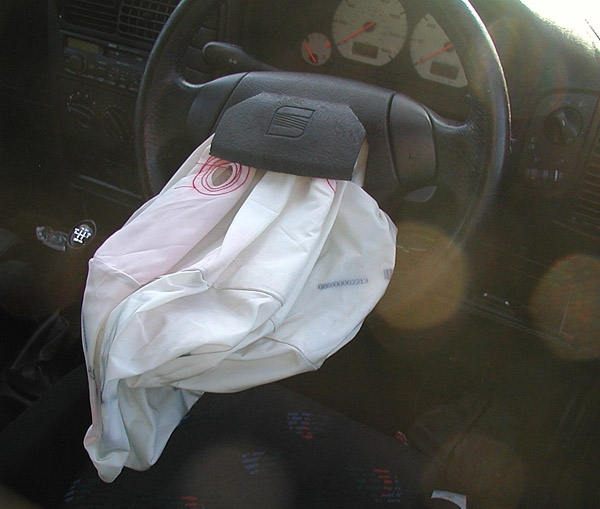
Un airbag pe Ibiza

Noile generații de Ibiza (2002) și León (2005) s-au dovedit în cadrul acelorași teste mult mai protective pentru pasagerul adult, habitaclul suferind o deformare relativ mică în timpul impactului frontal. Cu toate acestea, structurile ce formează planșa de bord de pe León reprezintă un potențial pericol pentru genunchi și femur pe partea șoferului. Cele două modele au avut rezultate bune și în cazul impactului lateral, unde León a obținut punctajul maxim.
Altea, cu cinci stele la testele de siguranță Euro NCAP, este cel mai sigur monovolum din lume. Altea este primul model SEAT care a primit punctajul maxim de cinci stele în urma crash-testelor efectuate de Euro NCAP. Caroseria sa este foarte puternică, furnizând un habitaclu stabil pentru toți ocupanții săi. Sistemul de siguranță include airbaguri frontale pentru șofer și pasager, centuri de siguranță cu pretensionare, limitatoare de încărcare și airbaguri laterale montate în scaun. Mașina a protejat ocupanții copii foarte bine, în timp ce protecția în cazul impactului lateral pentru șofer a fost impresionantă.
Protecția acordată copiilor a adus rezultate contradictorii pe Ibiza din 2002: manechinul-copil de trei ani s-a bucurat de o protecție sporită, însă în cazul impactului frontal, presiunea cumulată pe pieptul și gâtul copilului de 18 luni au fost relativ mari. În cazul modelului León, apare riscul montării inadecvate a scaunului pasagerului copil, iar mai mult, textul de avertizare este amplasat pe geam, fiind știut faptul că astfel de texte nu pot fi plasate pe părți înlocuibile ale mașinii.
În ceea ce privește protecția acordată pietonilor, evaluările Euro NCAP au înregistrat scoruri peste medie. Bara față și capota motorului s-au dovedit eficiente în cazul unui impact cu un copil, deși protecția acordată pietonilor adulți este mai puțin eficace. La momentul evaluării, modelul Altea, alături de Citroën C4, a înregistrat cele mai bune rezultate – în ceea ce privește protecția acordată pietonilor – evaluate până atunci în cadrul testelor Euro NCAP. De atunci, punctaje mai bune au fost înregistrate doar de SEAT León, Honda Civic și Citroën C6.
- Clipuri video de la testările Euro NCAP: Ibiza 2000, Ibiza 2002, Altea 2004, León 2005

- Construcția caroseriilor, senzorii și pirotehnica pernelor de aer și centurile de siguranță devin din ce în ce mai complexe. Ceea ce este bun pentru siguranța pasagerilor, în caz de accidente devine tot mai dificil pentru serviciile de salvare, care cîteodată trebuie să se folosească de utilaje de tăiere pentru a salva accidentații.
Pentru că - serviciile de salvare nu cunosc întotdeauna construcția automobilului accidentat - unde și în ce loc al caroseriei aceasta se poate tăia pentru a nu declanșa perna de aer; în viitor vor exista schițe de salvare, care indică locurile relevante pentru declanșarea acestora.[38]

## Sport
SEAT Sport, divizia grupului SEAT responsabilă cu segmentul sportiv al mărcii spaniole, participă din 2001 în competițiile automobilistice prin producerea de vehicule SEAT de înaltă performanță, precum și piese speciale și o gamă completă de accesori. Divizia sport a grupului spaniol își are originile în departamentul de Vehicule Speciale, înființat în cadrul fabricii sale din Barcelona în 1971. Departamentul decide participarea în acel sezon în Fórmula Nacional (cunoscută ulterior ca Fórmula 1430) cu o echipă formată din Salvador Cañellas și Jorge Babler. 
Primul raliu pentru echipa oficială SEAT a fost Criterium Luis de Baviera (Madrid) în 1972, la care au luat parte cu un SEAT 124-1600, îmatriculat B-7169-F. Un lung șir de victorii a adus echipei SEAT o lungă listă de titluri în campionatul spaniol de raliuri până în 1978. Între 1973 și 1979, SEAT a obținut titlul de marcă campioană spaniolă, iar în perioada 1979-1983 echipa SEAT a obținut unsprezece titluri consecutive în campionatul național de turisme. SEAT a participat totodată în Campionatul European, unde Antonio Zanini a devenit vicecampion în anii 1976 și 1979; SEAT obținuse cinci victorii în Campionatul Europei. Rezultatul cel mai notabil însă a fost înregistrat la Raliul Monte Carlo din 1977, în cadrul căruia Zanini a cucerit poziția a treia, iar Cañellas, a patra. După abandonarea de către Fiat, constructorul spaniol s-a retras din competițiile automobilistice, urmând să-și reactiveze departamentul sportiv prin constituirea echipei „SEAT Sport” în 1985, odată cu integrarea în Grupul Volkswagen.

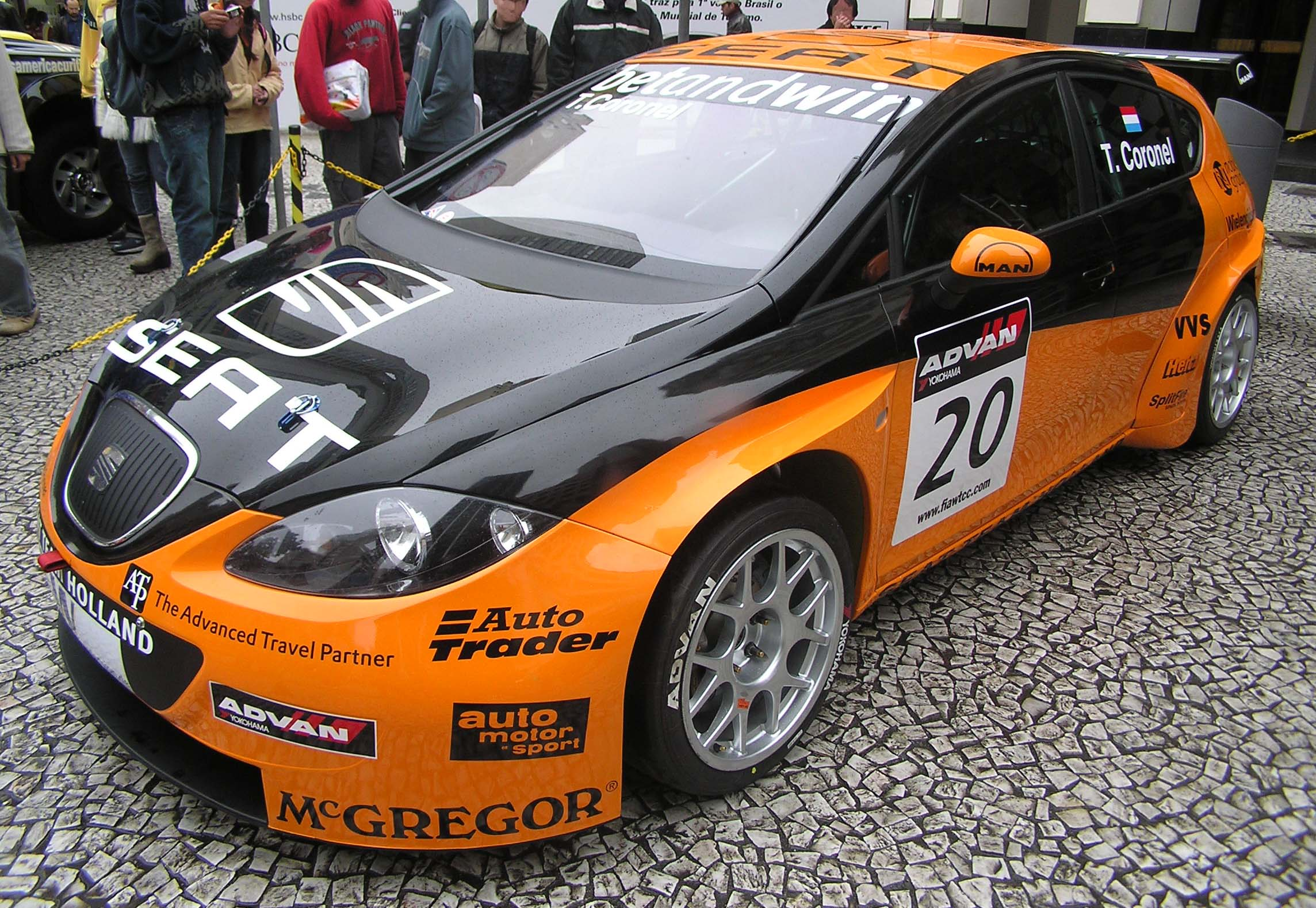
SEAT León în Campionatul Mondial de Turisme (WTCC).

În 1995 după 18 ani în care a stat departe de Campionatul Mondial, SEAT a reapărut ca echipă cu Ibiza 1,8 16v, pilotat de germanul Erwin Weber, în cadrul Raliului Portugaliei, la categoria vehiculelor cu două roți motoare (2RM). Anul următor, SEAT Sport participă în Campionatul Mondial de Raliuri FIA la categoria 2 litri (WRC) cu Ibiza Kit Car, obținând în ultima cursă titlul de campioană la prima sa participare, lucru care nu fusese reușit de nicio echipă până atunci. După alte două titluri în Campionatul Mondial de Raliuri (1997 și 1998) și participarea cu Córdoba (1999-2000), SEAT Sport continuă să participe în campionatele spaniole și internaționale de raliuri. Actualmente, echipa SEAT Sport este prezentă în Campionatul Mondial de Turisme (WTCC), după trei ani de experiență în Campionatul European de Turisme (ETCC). În 2005, SEAT a introdus noua sa generație de León în Campionatul Mondial de Turisme sub numele de Toledo Cupra, înlocuind modelul Toledo folosit anterior. Mașina prezintă câteva îmbunătățiri, de la motorul care poate atinge 260CP (peste 190 kW) și o cutie de viteze cu schimbare secvențială Hewland (fără legătură cu DSG) până la un pachet aerodinamic mai performant (datorită caroseriei hatchback, modelul León este dezavantajat față de sedanuri). SEAT Sport operează, în parteneriat cu Oreca, șase echipe în WTCC. Pentru sezonul 2007, SEAT Sport i-a aliniat pe Jordi Gené, Michael Jourdain, Tiago Monteiro, Yvan Muller și Gabrielle Tarquini. Două alte echipe din campionatul britanic de turisme (BTCC) sunt operate de SEAT Sport UK (Northern South). Totodată, SEAT Sport Italia participă cu două mașini în competiția italiană de profil.

### Supercupa SEAT León
Supercupa SEAT León este o competiție monomarcă din Europa, organizată de divizia sportivă a companiei. Prima ediție a competiției s-a desfășurat pe circuite din Spania și Portugalia în 2002, avându-l ca învingător pe Joan Vinyes. Vehiculele participante în Supercupa SEAT León sunt model León Racing (serie limitată, neîmatriculabilă), fabricate pentru utilizarea exclusivă în cupa SEAT León.  
Supercupa s-a desfășurat în 2004 în mai multe țări. Marc Carol a câștigat în Spania, James Pickford în Anglia și Sebastian Stahl în Germania. Totodată, Turcia s-a alăturat proiectului, iar În Portugalia a început organizarea Vodafone Cup by SEAT. Toate acestea au contribuit la o prezența notabilă a modelului SEAT León pe circuite în 2004.

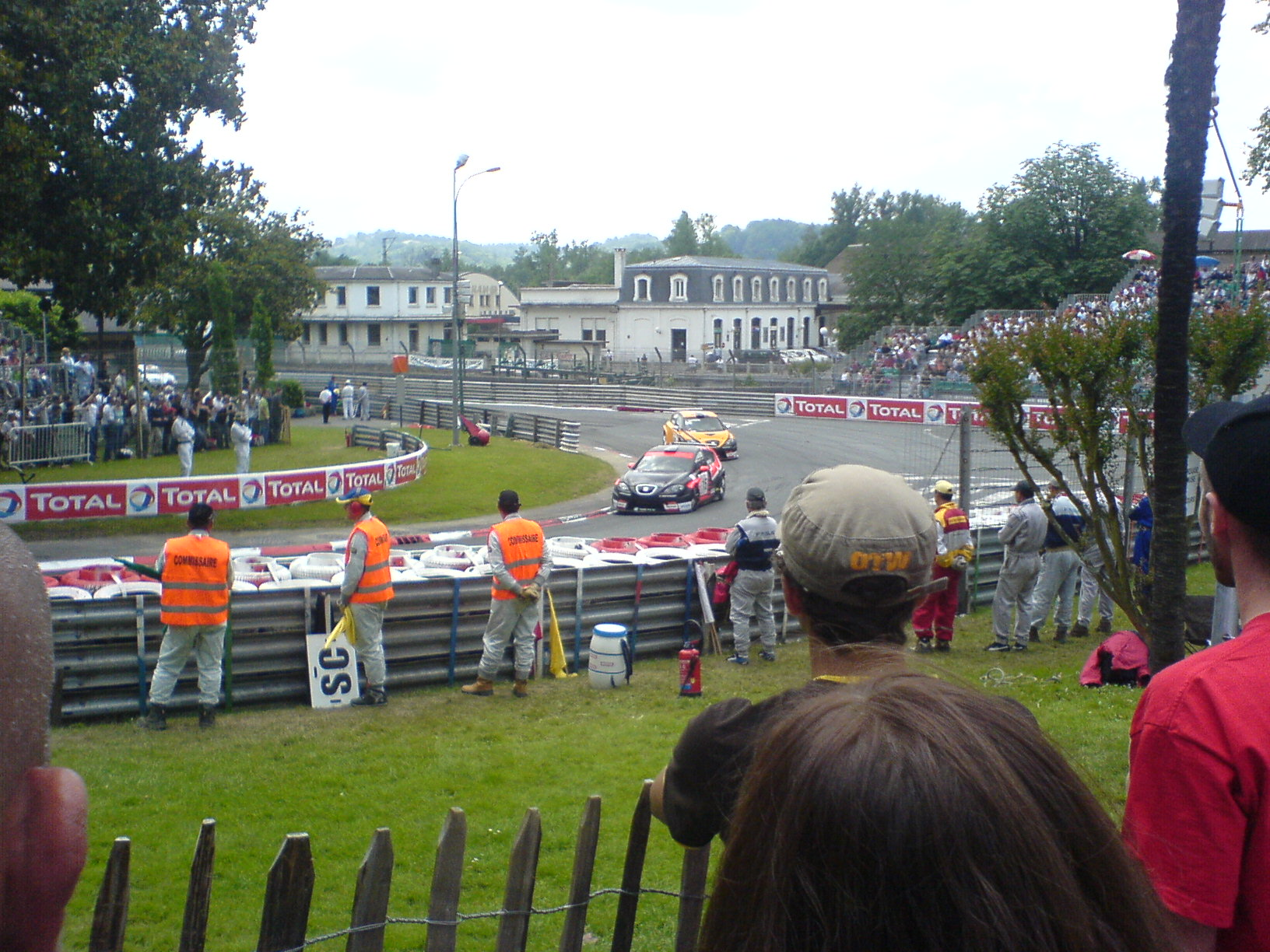
Supercupa SEAT León pe circuitul din Pau

În 2005, concomitent cu desfășurarea supercupei în Marea Britanie, Germania, Turcia și Spania, SEAT Sport a pregătit noul León destinat supercupei, prezentat oficial cu ocazia ultimei curse din ediția spaniolă a cupei, pe Circuit de Catalunya și a proclamării lui Oscar Nogués ca învingător. Pe acest circuit a avut loc și European Master, care i-a reunit la start pe primii patru clasați din fiecare supercupă națională SEAT León, cursă câștigată de Florian Gruber. Anul 2006 a adus introducerea noului León în supercupele din Spania și Germania.
În Spania, Supercupa SEAT León s-a alăturat campionatului GT, Marelui Premiu al Spaniei de Formula 1 și Campionatului Mondial de Turisme (WTCC), și cuprinde, începând cu 2006, trei curse pentru fiecare etapă. Învingătorul unei ediții primește dreptul la o cursă oficială în sezonul următor al WTCC, cu echipa SEAT Sport. Ediția din 2007 a avut la start un model cu motor de 2,0 TDI în patru cilindri liniari cu o putere maximă de 301 CP și un cuplu maxim de peste 320 Nm.
În Germania, competiția se desfășoară în aceleași weekenduri și pe aceleași circuite cu campionatul local de turisme (DTM), iar în Marea Britanie, cupa figurează alături de competiția britanică de turisme. Supercupa se bucură de succes și în Turcia, unde, la fel ca în Spania, etapele constituie curse de susținere pentru Marele Premiu de Formula 1 și pentru Campionatul Mondial de Turisme. Cupa portugheză Vodafone este primul trofeu monomarcă diesel destinat companiilor, iar în 2007 a inclus cinci etape desfășurate pe circuitele de la Braga, Estorill și Albacete. În 2007, competiția a debutat și în Italia și Ungaria, ridicând numărul țărilor organizatoare la șapte. În Ungaria, prima ediție a cupei a inclus opt etape pe cinci circuite, în cadrul cărora au concurat 15 piloți. În Olanda se desfășoară SEAT Cupra Cup la Circuit Park Zandvoort, care are ca protagonist modelul Ibiza Cupra.
2 piloți prezenți în Campionatul Mondial de Turisme au participat anterior în supercupele SEAT León din Germania și Anglia, Robert Huff cu Chevrolet și Peter Terting pentru SEAT.

## Tuning

### Începuturi

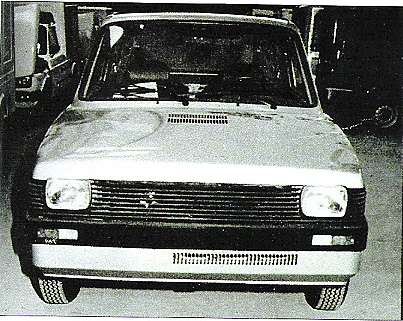
Emelba 127 ELBA

Spre finalul anilor 1970 se înființează în provincia spaniolă Girona întreprinderea Emelba, specializată în modificarea modelelor SEAT, deși a realizat transformări și pe modele Talbot, Peugeot, Lada, Citroën și Chevrolet. Primul model fabricat de Emelba sub licență Fissore, un constructor italian, a fost o versiune de 127 de tipul Citroën Méhari, denumită „SEAT 127 Samba”. Modelul următor, „127 ELBA”, a fost prezentat în 1980 și se baza pe 127, însă dispunea de îmbunătățiri importante, precum spoilerul bară de protecție și grila radiatorului. În spate avea o bară de protecție de același tip cu cea anterioară și faruri de SEAT 131 Supermirafiori. Echiparea includea o trapă solară și jante din aliaj. Au urmat „127 Poker”, prima furgonetă produsă de Emelba, „Chato”, bazat pe SEAT Panda, și „Pandita”, versiunea pick-up a celui din urmă.
„Elba 5 uși”, prototip bazat pe Panda, a fost prezentat la Salonul „Sonimag” de la Barcelona în 1983, dar nu a ajuns niciodată în comerț, datorită litigiilor dintre Emelba și Fiat. Un alt proiect nefinalizat prevedea instalarea unui motor Daihatsu diesel pe Panda, fără modificări exterioare. Emelba „Ronda” a adus o schimbare de imagine a furgonetei Elba după separarea SEAT de Fiat: se adoptă noua imagine a Rondei, dar se păstrează platforma. Modelul a rămas în cataloagele Emelba până la închiderea întreprinderii. Ulterior a fost introdusă „Ritmo Elba”, cu platforma SEAT Ritmo, una dintre primele furgonete de dimensiuni reduse cu motor diesel comercializate în Spania.
În 1986 a fost prezentat prototipul „SEAT Ibiza Pick-Up”, unul dintre ultimele proiecte ale Emelba. Partea posterioară era din fibră de sticlă, preîntâmpinând oxidarea și avariile și facilitând curățarea mașinii. De asemenea modelul avea bare de metal. Suspensia spate era ranforsadă pentru a suporta o masă sporită. Ca opțiune, dispunea de o prelată pentru acoperirea părții din spate. Partea de mecanică și opțiunile erau același ca pentru Ibiza. „Emelba 7” a fost prezentat pentru prima dată în 1985 ca prototip, sub denumirea de „LB”. Folosea platforma lărgită cu 30 cm a noului SEAT Ibiza, dar motoare proprii, unul diesel și unul pe benzină. Curios, motorul pe benzină era mai eficient și economic decât cel disel, consuma mai puțin, costa mai puțin, avea mai mulți cai putere și atingea 160 km/h.
Emelba avea datorii mari față de SEAT pentru cumpărarea șasiului, iar SEAT a încetat să-i mai distribuie piese. Emelba a căutat ajutor în diverse părți, printre altele la Hyundai și Daihatsu, dar nu a avut succes. Ca ultimă soluție, s-a ajuns la negocierea unei investiții de capital cu un grup israelit, dar negocierile nu au avut nici un rezultat, iar Emelba a fost desființată în 1986.

### Je Design
Je Design, este un tuner german specializat în modificarea modelelor de serie produse de Volkswagen. În oferta sa sunt incluse pachete speciale pentru Altea XL, Toledo, Ibiza 2006 și León (inclusiv versiunile FR și Cupra).
Înfățișarea monovolumului Altea XL a fost îmbunătățită prin motarea unei noi grile de radiator fără emblema mărcii, un set de „pleoape” pentru faruri, un spoiler frontal profilat aerodinamic, două praguri sport și un set de jante sport de 19 inch. Motorul a suferit un chip tuning, în urma căruia propulsorul diesel de doi litri produce 176CP față de 140: modelul accelerează cu o secundă mai repede până la 100 km/h (9,9 secunde la modelul de serie) și ajunge la o viteză maximă cu 9 km/h mai mare (210 km/h față de 201).
Performanțele motorului de 1,9 litri TDI cu 105CP și cuplu maxim de 250 Nm de pe SEAT Toldeo sunt îmbunătățite de Je Design până la 140CP și 320 Nm. Motorizarea de 2,0 TDI produce după upgrade 176CP și un cuplu maxim de 405 Nm. Printre modificări se numără și coborârea gărzii la sol cu 35 mm. La nivel estetic, tuningul la Toledo include, între altele, „pleoape” pentru farurile față, un spoiler sport frontal, praguri laterale și o lunetă panoramică.
Pentru SEAT Ibiza, se remarcă la nivel estetic spoilerul pentru față, spoilerul pentru spate, pragurile laterale, designul farurilor și al stopurilor, precum și cele două eleroane situate în partea din spate a automobilului. Tot în partea din spate se observă două țevi de eșapament cromate cu diametrul de 90 mm, care ies din mijlocul unui scut din fibră de carbon. Pe lângă designul caroseriei, tunerul din Leingarten oferă motorizări îmbunătățite și un nou model de jante. Prima versiune de motorizare modificată de Je Design este 1,9 l Diesel, care, pentru mașina de serie furnizează 160CP și un cuplu de 330 Nm. Prin schimbarea sistemului de management al motorului, acesta produce 185CP și un cuplu maxim de 390 Nm, atingând viteza maximă de 225 km/h, față de 220 km/h la modelul de serie (accelerația de la 0 la 100 km/h se realizează în 7 secunde, față de 7,6 secunde). A doua variantă de motor îmbunătățită de Je Design este 1,8 l Turbo, tot cu ajutorul schimbării sistemului de management. Puterea a crescut de la 180CP la 196CP, viteza maximă s-a mărit și ea cu 3 km/h până la 232 km/h, iar cuplul maxim atinge valoarea de 300 Nm față de 235 Nm la versiunea de serie. Accelerația de la 0 la 100 km/h se realizează în 6,9 secunde, cu 0,8 secunde mai rapid decât la Ibiza aflat în comerț.
A doua generație de León a trecut printr-un procesul de îmbunătățire al inginerilor de la Je Design sub forma chip tuningului. Prin această metodă, ei au reușit să îmbunătățească performanțele motorului TDI de 2 litri de la 140CP la 176CP, iar ale benzinarului TFSI de 2 litri la 244CP față de cei 185CP inițiali. Farurile față Je Design, spoilerul sport pe față, evacuarea printr-o țeavă de eșapament centrală dublă din oțel inoxidabil, pragurile laterale sunt toate elemente ale modelului SEAT León 1P de la Je Design. Această versiune ajunge la o viteză maximă de 214 km/h și accelerează de la 0 la 100 km/h în 8,3 secunde.
Pentru León FR, atelierele Je Design, au pregătit două kituri, pe benzină și motorină. Motorul TFSI de 200CP produce după upgrade 244CP și 355 Nm, suficienți pentru o accelerație de la 0 la 100 km/h în 6,5 secunde (față de 7,3 secunde în serie) și o viteză maximă de 235 km/h (mai mare cu 6 km/h). Modificarea propulsorului pe motorină de 2,0 TDI îl aduce la 193CP și un cuplu de 410 Nm, care îi dau lui León FR TDI o accelerație 0–100 km/h de 7,6 secunde (față de 8,2 secunde) și o viteză maximă de 224 km/h (+6 km/h). Operațiunea este însoțită de un tuning exterior ce include praguri, spoilere sport și grilă de radiator noi, „pleoape” pentru faruri, guri de ventilație suplimentare, patru țevi de eșapament cromate și uși frontale cu deschidere verticală. În plus tunerul german oferă roți cu jante multispițate speciale (de 17, 18 sau 19 inch), susținute de suspensii sport reglabile, ce pot coborî mașina oriunde pe intervalul 35–65 mm.
Pentru León Cupra, inginerii din Leingarten au modificat un motor de doi litri TFSI ce dezvoltă 240CP și 300 Nm pe modelul de serie. Performanțele au fost îmbunătățite până la 285CP și 385 Nm, astfel încât mașina ajunge la o viteză maximă de 261 km/h (față de 247 km/h înainte) și reușește să accelereze de la 0 la 100 km/h în doar 5,9 secunde (cu 0,5 secunde mai rapid decât versiune de serie). La exterior se remarcă spoilerul aerodinamic în față și decupajul bării de protecție în spate, alături de pragurile evazate, jantele de 19 inch și sistemul de evacuare cu patru țevi de eșapament.